# Prince Albert (xỏ lỗ sinh dục)
Prince Albert (PA) là một trong những loại khuyên xỏ bộ phận sinh dục nam phổ biến nhất. PA là "một lỗ xỏ kiểu vòng kéo dài dọc theo mặt dưới của dương vật từ lỗ niệu đạo đến nơi mà dương vật gặp trục của dương vật. "Xỏ lỗ Prince Albert" có liên quan đi vào qua niệu đạo và thoát ra ngoài thông qua một lỗ thủng trên đỉnh của quy đầu.
Trong khi một số người xỏ khuyên có thể chọn để tránh bó dây thần kinh chạy dọc theo trung tâm của frenulum hoàn toàn, những người khác có thể chọn cách khác. Việc xỏ lỗ có thể được tập trung nếu người mang bao quy đầu. Mặt khác, việc xỏ khuyên phải được thực hiện ngoài trung tâm để vùng da xung quanh có thể tự lành lại.

## Tác dụng tiềm ẩn và lành bệnh
Thời gian hình thành lỗ xỏ khuyên Prince Albert có thể mất từ 4 tuần đến 6 tháng. Xỏ lỗ PA mới có thể gây chảy máu, sưng và viêm. Một số ít trường hợp có thể dẫn đến nhiễm trùng cục bộ. Một số người cho biết rằng PA gây ra rò rỉ nước tiểu và bắt buộc họ phải phải ngồi xuống để đi tiểu, dù một số người vẫn có thể điều chỉnh được và có thể tiểu đứng.
Một số người đeo PA cho rằng nó tăng cường khoái cảm tình dục cho cả hai bên. Tuy nhiên, bạn tình của họ lại kịch liệt phản đối nhận xét này. Vòng PA có thể gây thêm khó chịu cho bạn tình trong trường hợp dương vật tiếp xúc với cổ tử cung. Đối tác tình dục của những người bị xỏ khuyên có thể gặp biến chứng khi quan hệ tình dục bằng miệng như sứt mẻ răng, nghẹt thở, dị vật bị mắc kẹt giữa răng của đối tác và tổn thương niêm mạc đối với các đối tác tiếp nhận.
Cũng như nhiều chiếc khuyên khác, khuyên có nguy cơ bị dính vào quần áo và bị kéo ra hoặc xé ra. Trọng lượng nặng có thể gây ra mỏng mô giữa lỗ niệu đạo và lỗ rò dẫn đến vô tình làm rách hoặc gây ra các biến chứng khác trong tình dục. Ngược lại, khuyên mỏng có thể gây xoắn và rách da sau một thời gian dài đeo.